# Edivaldo Martins Fonseca
Edivaldo Martins Fonseca (Volta Redonda, 1962. április 13. – Boituva, 1993. január 13.) brazil válogatott labdarúgó.

## Nemzeti válogatott
A Brazil válogatottban 3 mérkőzést játszott.

## Statisztika
| Brazil válogatott | Brazil válogatott | Brazil válogatott |
| Időszak           | Mérk.             | gól               |
| ----------------- | ----------------- | ----------------- |
| 1986              | 2                 | 0                 |
| 1987              | 0                 | 0                 |
| 1988              | 0                 | 0                 |
| 1989              | 1                 | 0                 |
| Összesen          | 3                 | 0                 |